# Il giardino dorato
Il giardino dorato è il terzo romanzo di Harry Bernstein.

## Trama
È la storia del lungo legame d'amore tra l'autore e sua moglie Ruby e il racconto degli anni della solitudine e della vecchiaia, quella vera, dopo la morte di lei. 

## Edizioni
È uscito in Italia nel novembre 2009 ed è edito da Piemme.